# بطولة أوروبا لكرة الطائرة للرجال 1955
بطولة أوروبا لكرة الطائرة للرجال 1955 هو الموسم 4 من  بطولة أمم أوروبا للكرة الطائرة للرجال. أقيم خلال الفترة 15 يونيو 1955 وحتى 26 يونيو 1955، وأشرف على تنظيمه الاتحاد الأوروبي للكرة الطائرة، وكان عدد الأندية المشاركة فيه  14، وفاز فيه منتخب تشيكوسلوفاكيا الوطني لكرة الطائرة للرجال.